# FAN'S MADE LIVE
FAN'S MADE LIVE（ファンズメイドライブ）は、2012年9月9日に大阪・万博記念公園・東の広場で開催されたコブクロのライブ。
ファンへの感謝をこめて開催された、活動休止からの復帰後の初ライブである。来場者は5万人を越えていた。

## セットリスト
先日に発売されたベストアルバム「ALL SINGLES BEST 2」の収録曲よりも同時発売のファンサイト限定発売の「FAN'S MADE BEST」収録曲が多く演奏された。
1. 轍-わだち-
2. 潮騒ドライブ
3. 未来への帰り道
4. コイン
5. 手紙
6. 流星
7. To calling of love
8. Summer rain
9. 神風
10. memory

アンコール
1. YELL～エール～
2. ココロの羽